# Air Alps
Air Alps (IATA: A6, OACI: LPV) fue una aerolínea con base en Innsbruck, Austria. Fue una aerolínea regional independiente sirviendo las más importantes ciudades de Austria y países limítrofes. Su principal base era el Aeropuerto de Innsbruck. 

## Historia

### Fundación y primeros años
Air Alps fue fundada en 1998 por Air Engiadina (49%) y su gerente Dietmar Leitgeb (51%) como Air Alps Aviation Alpenländische Luftfahrt GmbH con sede en Innsbruck. Air Alps pronto firmó un acuerdo con la aerolínea holandesa KLM y comenzó a operar bajo la marca KLM alps y a participar en su programa de viajeros frecuentes Flying Dutchman. Las operaciones de vuelo comenzaron en 1999 desde Innsbruck a Salzburgo y Ámsterdam con dos Dornier 328.

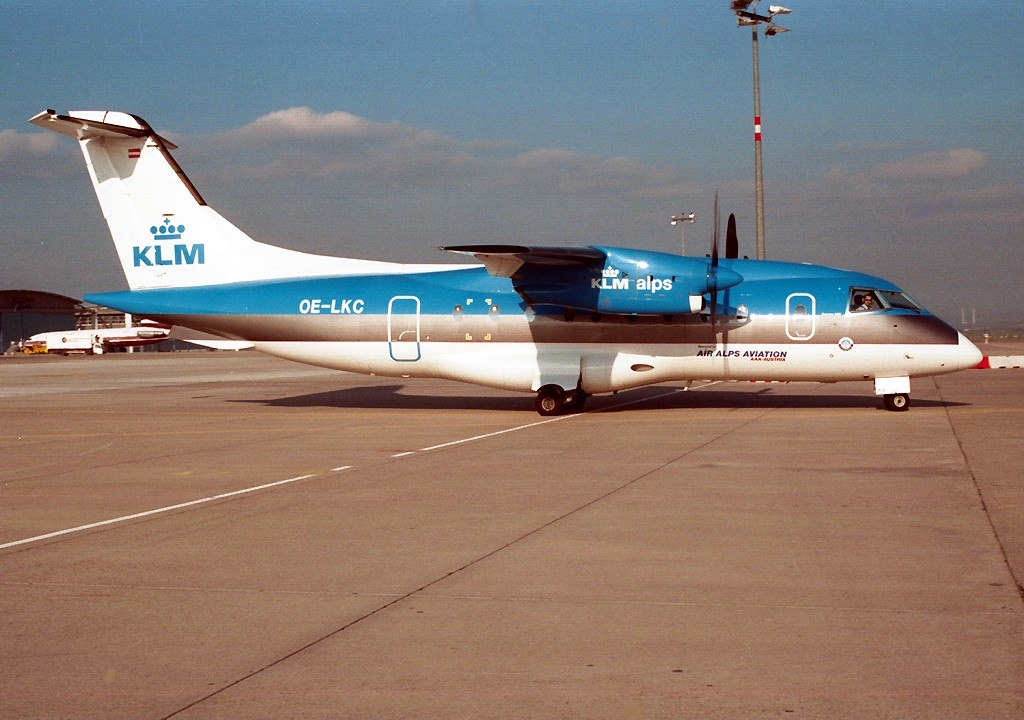
Dornier 328 de KLM Alps en el Aeropuerto de Stuttgart (2001)

En 2000, se añadieron tres Dornier 328 más a la flota y la aerolínea amplió su red con vuelos de Innsbruck a Viena y de Ámsterdam a Linz. Se estableció un mini-hub en Klagenfurt con vuelos vía Salzburgo a Hamburgo, Colonia y Ámsterdam. Sin embargo, los vuelos a Hamburgo y Colonia pronto se abandonaron. En 2000, Air Alps operaba 68 vuelos semanales desde Austria a Ámsterdam. Además, la sede central se trasladó del aeropuerto a la ciudad. Dietmar Leitgeb adquirió las acciones de Air Engiadina y el capital se incrementó hasta los 2 millones de euros.
En el invierno de 2000, la aerolínea firmó un acuerdo de código compartido con Swissair para la nueva ruta Klagenfurt-Zúrich y, en 2001, para la ruta Innsbruck-Zúrich. A principios de 2001 se introdujo un nuevo uniforme y se iniciaron las operaciones en la mencionada ruta Innsbruck-Zúrich y Viena-Stuttgart.

### Primera adquisición y reorientación hacia Italia
En la primavera de 2001, la compañía se vio obligada a declararse en quiebra debido a una deuda de 34 millones de euros. Unos meses más tarde, una alianza de 28 industriales del Tirol del Sur, liderada por el productor de jamón Franz Senfter, adquirió el 85% de las acciones, y el resto de las acciones fueron compradas por los gobiernos del Tirol del Sur y del Tirol. Los nuevos inversores aportaron 7 millones de euros de capital, ya que Dietmar Leitgeb abandonó la compañía aérea y dimitió como consejero delegado. La marca KLM alps se abandonó y las operaciones se reanudaron bajo el nombre de Air Alps Aviation con una nueva identidad corporativa. La compañía aérea se vio obligada a interrumpir su código compartido con Swissair y, posteriormente, cesó todos los vuelos a Zúrich en otoño de 2001, debido a la quiebra de Swissair.
En 2002, el exejecutivo de Alitalia y Alpi Eagles, el Dr. Aldo Bevilaqua, fue nombrado nuevo consejero delegado. Se estableció una nueva estrategia centrada en Italia en general y en el Tirol del Sur en particular. Se abrió una base en Bolzano con vuelos a Cagliari, Olbia, Nápoles y Lamezia Terme en cooperación con Alitalia. En el verano de 2002, Air Alps comenzó a compartir código con Austrian Airlines en la ruta Viena-Bania Luka y abrió nuevas rutas desde Viena a Múnich, Siena y Olbia, así como desde Roma a Stuttgart y Berna. Con la adquisición de un sexto Dornier 328, la compañía pudo continuar con la expansión de su red y abrir rutas desde Parma a Roma y Olbia. En 2002, Air Alps operaba dos Dornier 328 desde Innsbruck, dos desde Salzburgo, uno desde Linz y uno desde Bolzano.

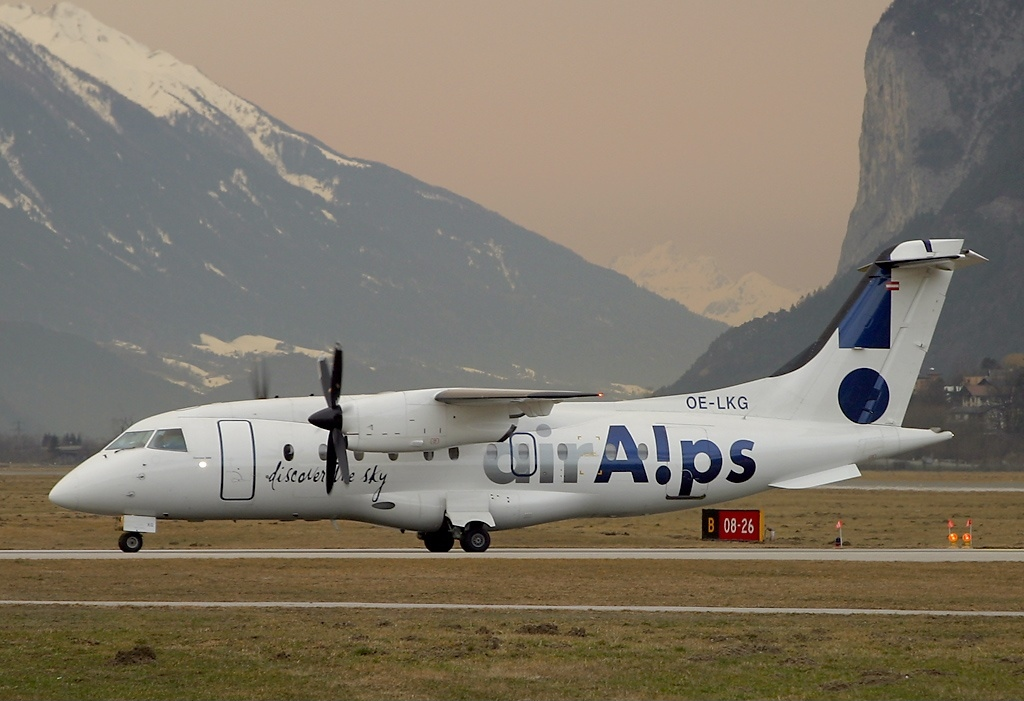
Dornier 328 de Air Alps en el Aeropuerto de Innsbruck (2004)

En 2003, la aerolínea volvió a introducir nuevos uniformes y adquirió un séptimo Dornier 328 (OE-LKG) para ampliar aún más su red. Se estableció una nueva base en Berna y se iniciaron los vuelos a Ámsterdam y Elba, seguidos de rutas adicionales de Zúrich a Elba, de Stuttgart a Bolonia y Lamezia Terme, de Bolzano a Lamezia Terme y de Bolzano a Tortolì vía Roma. Se hicieron planes para adquirir cinco Dornier 328-110 más, incluidos dos de la extinta Minerva Airlines. Al mismo tiempo, Air Alps finalizó su cooperación con City Air en la ruta Berlín-Tegel-Linz-Salzburgo.
En 2003, la compañía aumentó de nuevo su capital en 16 millones de euros y en 2004 se iniciaron los vuelos de Bolzano a Múnich en colaboración con Lufthansa. Se planeó una nueva base en Brescia, mientras que se cancelaron los vuelos de Bolonia a Lamezia Terme.
En 2004, la compañía transportaba 400.000 pasajeros al año, frente a los 190.000 de 2001, los 180.000 de 2000 y los 72.000 de 1999.

### Segunda adquisición y fusión con Welcome Air

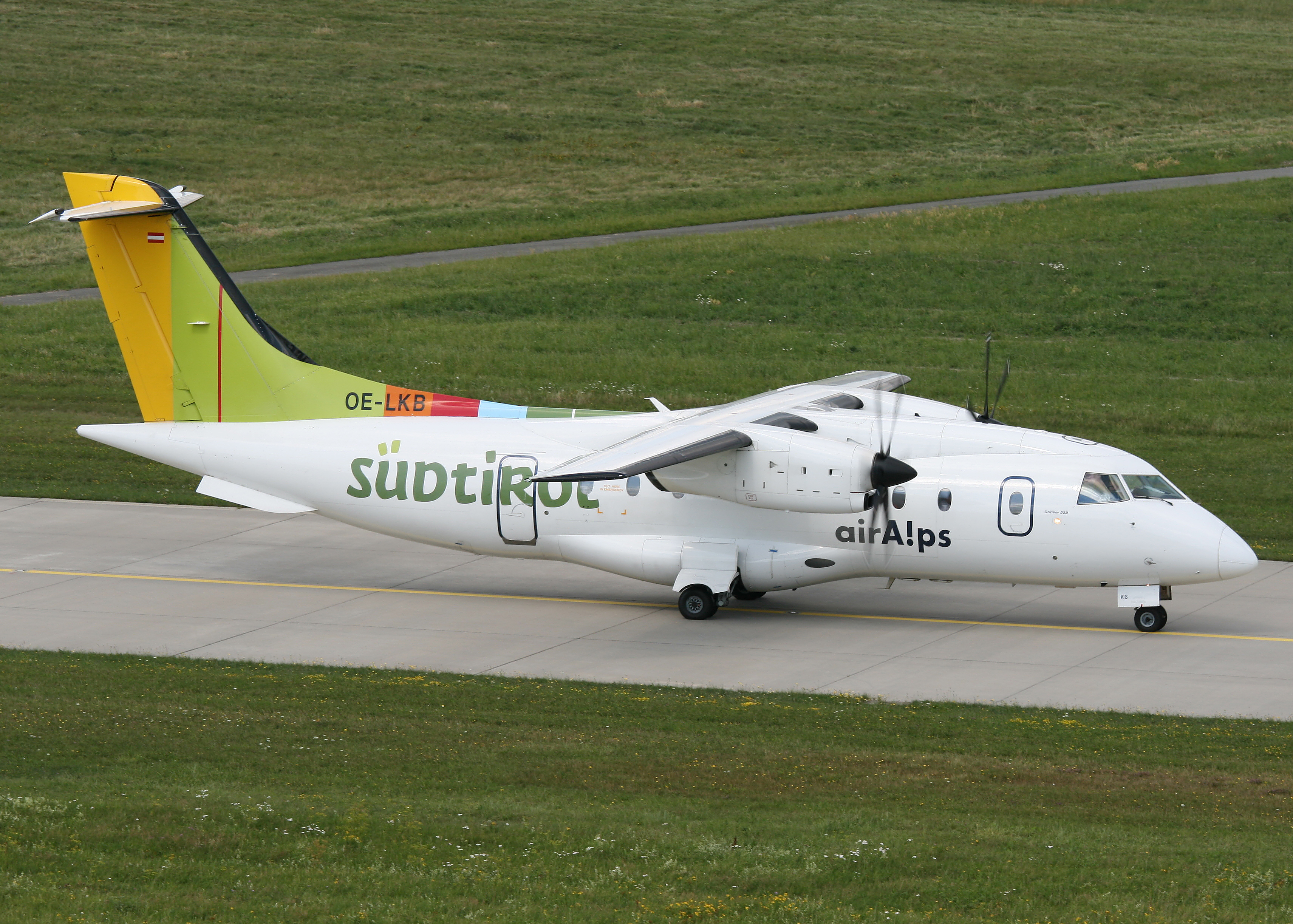
Donier 328 de Air Alps con los colores del Südtirol en el Aeropuerto de Hannover (2008)

El 4 de junio de 2009, se inició el procedimiento de conciliación sobre Air Alps en el tribunal regional de Innsbruck. En diciembre de ese año, la compañía fue absorbida por Welcome Air, que adquirió el 76% de la compañía. Las acciones restantes quedaron en manos del consorcio Tirol del Sur, la región de Trentino-Alto Adigio/Südtirol y Südtiroler Transportstrukturen AG (STA). 
Debido a problemas financieros, Air Alps cesó todas sus operaciones de vuelo el 13 de enero de 2012 hasta nuevo aviso. Welcome Air trasladó toda la flota de Air Alps a Innsbruck. El 1 de febrero, los vuelos se reanudaron de Bolzano a Roma. Poco después, la ruta se canceló de nuevo y Air Alps comenzó a operar exclusivamente vuelos chárter.
En junio de 2013, la aerolínea cesó de nuevo todas sus operaciones de vuelo y el 20 de agosto de 2013 sus propietarios decidieron liquidar la empresa tras una búsqueda infructuosa de nuevos inversores. Todos los empleados fueron despedidos en octubre de 2013.

### Tercera adquisición
En noviembre de 2013, un grupo de inversores manifestó su interés en adquirir Air Alps y, el 3 de febrero de 2014, la aerolínea reanudó los vuelos entre Zúrich y Bremen con un solo avión. La ruta, operada por encargo de Rostock Airways, comenzó a operar casi un año después de que la aerolínea cesara sus operaciones. Sin embargo, las operaciones se interrumpieron el 28 de febrero de 2014, cuando fracasaron las negociaciones de adquisición. En octubre de ese año, las acciones de Welcome Air en Air Alps fueron adquiridas por un nuevo inversor, lo que dio inicio a un proceso de reestructuración.

## Antiguos destinos
Air Alps operó los siguientes destinos a lo largo de su historia:
| Países               | Destinos       | Aeropuertos                                            | Notas          |
| -------------------- | -------------- | ------------------------------------------------------ | -------------- |
| Alemania             | Berlín         | Aeropuerto de Berlín-Tegel                             |                |
| Alemania             | Bremen         | Aeropuerto de Bremen                                   |                |
| Alemania             | Colonia/Bonn   | Aeropuerto de Colonia/Bonn                             |                |
| Alemania             | Hamburgo       | Aeropuerto de Hamburgo                                 |                |
| Alemania             | Múnich         | Aeropuerto Internacional de Múnich-Franz Josef Strauss |                |
| Alemania             | Stuttgart      | Aeropuerto de Stuttgart                                |                |
| Austria              | Innsbruck      | Aeropuerto de Innsbruck                                | Hub principal  |
| Austria              | Klagenfurt     | Aeropuerto de Klagenfurt                               |                |
| Austria              | Linz           | Aeropuerto de Linz                                     | Hub secundario |
| Austria              | Salzburgo      | Aeropuerto de Salzburgo                                | Hub secundario |
| Austria              | Viena          | Aeropuerto de Viena-Schwechat                          | Hub secundario |
| Bosnia y Herzegovina | Bania Luka     | Aeropuerto Internacional de Bania Luka                 |                |
| Croacia              | Zagreb         | Aeropuerto de Zagreb                                   |                |
| Francia              | Estrasburgo    | Aeropuerto de Estrasburgo                              |                |
| Francia              | Niza           | Aeropuerto Internacional de Niza-Costa Azul            |                |
| Italia               | Ancona         | Aeropuerto de Ancona-Falconara                         |                |
| Italia               | Bolonia        | Aeropuerto de Bolonia                                  |                |
| Italia               | Bolzano        | Aeropuerto de Bolzano                                  | Hub secundario |
| Italia               | Brescia        | Aeropuerto de Brescia                                  |                |
| Italia               | Cagliari       | Aeropuerto de Cagliari-Elmas                           |                |
| Italia               | Elba           | Aeropuerto de Marina di Campo                          |                |
| Italia               | Génova         | Aeropuerto de Génova                                   |                |
| Italia               | Lamerzia Terme | Aeropuerto de Lamezia Terme                            |                |
| Italia               | Milán          | Aeropuerto de Milán-Malpensa                           |                |
| Italia               | Nápoles        | Aeropuerto de Nápoles-Capodichino                      |                |
| Italia               | Olbia          | Aeropuerto de Olbia-Costa Smeralda                     |                |
| Italia               | Parma          | Aeropuerto de Parma                                    |                |
| Italia               | Perugia        | Aeropuerto de Perugia                                  |                |
| Italia               | Rímini         | Aeropuerto de Rímini                                   |                |
| Italia               | Roma           | Aeropuerto de Roma-Fiumicino                           |                |
| Italia               | Salerno        | Aeropuerto de Salerno-Costa Amalfitana                 |                |
| Italia               | Siena          | Aeropuerto de Siena                                    |                |
| Italia               | Tortolì        | Aeropuerto de Tortolì-Arbatax                          |                |
| Países Bajos         | Ámsterdam      | Aeropuerto de Ámsterdam-Schiphol                       |                |
| Suiza                | Berna          | Aeropuerto de Berna                                    | Hub secundario |
| Suiza                | Zúrich         | Aeropuerto Internacional de Zúrich                     |                |

## Flota histórica
La flota de Air Alps consistió en las siguientes aeronaves:
| Aeronaves          | Total | Introducido | Retirado | Matrículas |
| ------------------ | ----- | ----------- | -------- | --- |
| Dornier Do-328-110 | 14    | 1999        | 2014     | OE-LKH, D-CPRV, HB-AEE, HB-AEG, HB-AEF, OE-LKB, OE-LKH, D-CALP (rrg. OE-LKE), D-CPRP, OE-LKD, OE-LKF, OE-LKG, OE-LKH*, OE-LKA y OE-LKC |